# Charles Omenihu
Charles Omenihu (Rowlett, Texas, 20 de agosto de 1997) es un jugador profesional estadounidense de fútbol americano que se desempeña en la posición de defensive end en Kansas City Chiefs, equipo de la National Football League (NFL).

## Carrera
Fue seleccionado en la quinta ronda en la Reunión Anual de Selección de Jugadores de la NFL de 2019. Hizo su debut profesional con el equipo Houston Texans, en el cual jugó tres temporadas (2019-2021), después pasó a San Francisco 49ers (2021-2023), luego a Kansas City Chiefs, donde lleva jugando una temporada.